# Haworthia herbacea
Haworthia herbacea ist eine Pflanzenart der Gattung Haworthia in der Unterfamilie der Affodillgewächse (Asphodeloideae).

## Beschreibung
Haworthia herbacea wächst stammlos und sprossend. Die aufrechten, einwärts gebogenen, eiförmig-lanzettlichen Laubblätter bilden eine Rosette mit einem Durchmesser von bis zu 8 Zentimeter. Die grünlich gelbe, netzartig gemusterte Blattspreite ist bis zu 6 Zentimeter lang und 1 Zentimeter breit. Zwischen den Adern befinden sich durchscheinende Gebiete. Die Blattoberfläche ist rau. Der Blattrand und der Blattkiel sind mit festen Dornen besetzt.
Der Blütenstand erreicht eine Länge von bis zu 30 Zentimeter und besteht aus 30 bis 40 Blüten. Die großen Blüten sind beige und besitzen rosarötliche Spitzen. Die Knospen sind S-förmig gebogen.

## Systematik und Verbreitung
Haworthia herbacea ist in der südafrikanischen Provinz Westkap verbreitet.
Die Erstbeschreibung als Aloe herbacea durch Philip Miller wurde 1768 veröffentlicht. William Thomas Stearn stellte die Art 1938 in die Gattung Haworthia.
Es existieren zahlreiche Synonyme.
Es werden folgende Varietäten unterschieden:
- Haworthia herbacea var. herbacea
- Haworthia herbacea var. flaccida M.B.Bayer
- Haworthia herbacea var. lupula M.B.Bayer
- Haworthia herbacea var. paynei (Poelln.) M.B.Bayer

## Nachweise